# Biernagel
Biernägel sind konische, halbkugel- oder pyramidenförmige Beschläge auf den Außendeckeln von Büchern, die auf studentischen Kneipen oder Kommersen verwendet werden. In erster Linie handelt es sich dabei um Liederbücher, die sogenannten Kommersbücher; aber auch Gästebücher werden mitunter mit Biernägeln versehen.
Diese Bücher liegen während der Kneipe in der Regel auf dem Kneiptisch und sind dadurch der Gefahr ausgesetzt, mit verschüttetem Bier in Berührung zu kommen und dadurch Schaden zu nehmen. Durch die Biernägel werden die Buchdeckel mehrere Millimeter vom Tisch angehoben und bleiben so meistens trocken.
Auch andere Bücher, bei denen man davon ausgehen kann, dass sie auf schmutzigen oder nassen Oberflächen liegend benutzt werden, wie Kochbücher, sind manchmal mit Biernägeln versehen.

## Rezeption
- Biernagel in Genial Daneben
- Biernagel im ORF ON Comedy Quiz